# Похождения императора
«Похождения императора» (англ. The Emperor’s New Groove, дословно — «Новый ритм императора») — 40-й по счёту полнометражный анимационный фильм студий Disney 2000 года, рассказывающий о приключениях и злоключениях эгоцентричного императора Империи инков Кузко, которого бывшая советница императора Изма превратила в ламу. Премьера фильма состоялась в США 10 декабря 2000 года, а 15 декабря 2000 года фильм вышел в широкий прокат.
По кассовым сборам фильм оказался неудачным по сравнению с другими фильмами Диснея, выпущенными в 1990-х годах, собрав 169 млн долларов при производственном бюджете в 100 млн долларов.
Тем не менее, фильм имел больший успех, когда был выпущен на VHS и DVD, и стал самым продаваемым мультфильмом 2001 года. Он получил в целом положительные отзывы критиков, которые оценили его как один из лучших фильмов, выпущенных после «Ренессанса Диснея». Он был номинирован на премию Оскар за «Лучшую песню» «My Funny Friend And Me» в исполнении Стинга.

## Сюжет
Кузко — молодой император инков, эгоистичный и самовлюблённый (возможно, данное обстоятельство основывается на представлениях самих инков относительно значения столицы империи Куско как центра обозримой ими вселенной, поскольку само наименование города в переводе с языка кечуа означает «Пуп вселенной»). Он вызывает сельского старосту Пачу, чтобы сообщить ему, что на месте его деревни собирается построить особняк с бассейном — «Кузкотопию», и это будет подарок к его 18-летию. Пача пытается протестовать, но его выгоняют из дворца. В это время бывшая советница императора, Изма, хочет отомстить Кузко за увольнение и мечтает сама стать императрицей. Она собирается отравить императора на ужине, но её телохранитель Кронк путает яды, и в итоге Кузко превращается в ламу.
Изма приказывает Кронку избавиться от него, однако в последний момент Кронк передумывает и впопыхах роняет мешок с императором в тележку Пачи, который в расстроенных чувствах уезжает домой. Когда Кузко приходит в себя, он обвиняет Пачу в том, что это он из-за злости превратил его в ламу. Он приказывает отвести его во дворец, вспоминая, что у Измы есть тайный подвал с эликсирами, и она сможет спасти его. Но Пача ставит условие, что поможет только в том случае, если император построит свой дом в другом месте. Кузко не соглашается. В джунглях он попадает к голодным ягуарам, но на помощь ему приходит Пача. Кузко врёт последнему, что согласен на его условие, и они вместе отправляются ко дворцу.
Между тем Изма пустила ложный слух о том, что император скончался, и провозгласила себя императрицей. Тут Кронк признаётся ей, что не убил Кузко, и Изме приходится отправиться на поиски бывшего императора, чтобы самой уничтожить его. По стечению обстоятельств все четверо оказываются в таверне. Пача подслушивает разговор Измы с Кронком, в котором она обсуждает план мести, и пытается предупредить Кузко. Но тот убеждён, что Изма добра к нему, и ссорится с Пачей. Вскоре он слышит тот же самый разговор и понимает, что Изма собирается убить его.
Кузко понимает, что Пача был прав, и хочет помириться с ним. Примирение состоялось, но в это время Изма приходит домой к Паче в надежде, что Кузко прячется там. Семья Пачи (Чича, Тибо, Чака) отвлекает Изму и Кронка, в то время как император с Пачей отправляются в лабораторию Измы. Однако их догоняют и Изма приказывает страже поймать их. Пача хватает несколько зелий, но ни одно из тех, что Кузко успевает выпить, не превращают его в человека. В конечном итоге остаётся два зелья одно из которых разбивается и Изма превращается в котёнка.
Между Кузко и Измой идёт борьба за противоядие, и оно достаётся императору. Он снова становится человеком и отменяет своё решение о строительстве «Кузкотопии». Император решает ограничиться тем, что строит небольшую дачу на соседнем холме около дома семьи Пачи, а Изма получает несколько лет исправительных работ в скаутском лагере.

## Роли озвучивали
- Дэвид Спейд — Император Кузко
- Джон Гудмен — Пача
- Эрта Китт — Изма
- Патрик Уобертон — Кронк
- Уэнди Мэлик — Чича
- Джон Фидлер — старик
- Джесс Харнелл — стражник
- Андрэ Стойка — селянин
- Том Джонс — вокал

## Производство

### Королевство Солнца
Идея «Королевства Солнца» была задумана Роджером Аллерсом и Мэттью Джейкобсом, а разработка проекта началась в 1994 году. После представления проекта тогдашнему генеральному директору и председателю Disney Майклу Эйснеру, Аллерс приводит высказывание Эйснера: «В нём есть все элементы классического диснеевского фильма» и благодаря его режиссёрскому успеху в фильме «Король Лев» в том же году Эйснер позволил Аллерсу иметь полную свободу действий как с подбором актёров, так и с сюжетной линией. В январе 1995 года Variety сообщила, что Аллерс работает над оригинальной историей на тему инков.
В 1996 году съемочная группа отправилась в Мачу-Пикчу в Перу, чтобы изучить артефакты инков, архитектуру и ландшафт, в котором была создана эта империя.
«Королевство Солнца» должна была быть сказка о жадном, эгоистичном императоре, который находит крестьянина, который выглядит точно так же, как он; император обменивается местами с крестьянином, чтобы избежать его скучной жизни и повеселиться, как в романе Марка Твена «Принц и нищий». Тем не менее, злодейка Изма планирует призвать Супая и уничтожить Солнце, чтобы она могла стать вечно молодой и красивой. Обнаружив подмену между принцем и крестьянином, Изма превращает настоящего императора в ламу и угрожает раскрыть личность нищего, если тот не подчинится ей. В то время как он был императором и выполнял приказы Измы, нищий влюбляется в будущую невесту императора Нину, которая думает, что он император, изменивший свои пути. Тем временем император лама учится смирению в своей новой форме и даже влюбляется в пастушку по имени Мата. Вместе девушка и лама отправляются разрушить планы ведьмы. В книге Reel Views 2 говорится, что фильм был бы «романтическим комедийным мюзиклом в традиционном диснеевском стиле».
После не впечатляющих кассовых сборов «Покахонтас» и «Горбуна из Нотр-Дама» руководители студий сочли, что проект становится слишком амбициозным и серьёзным для зрителей после тестовых просмотров. В начале 1997 года продюсер Рэнди Фуллмер связался с Марком Диндалом, который только что завершил работу над фильмом «Коты не танцуют», и предложил стать продюсером «Королевства Солнца». Между тем Аллерс лично позвонил Стингу, после успеха Элтона Джона с саундтреком к фильму «Король Лев», чтобы написать несколько песен для фильма. Тот согласился, но при условии, что его жена Труди Стайлер сможет задокументировать процесс производства. Этот документальный фильм получил название «Карцер». Вместе с Дэвидом Хартли Стинг сочинил восемь песен, неразрывно связанных с оригинальным сюжетом и персонажами.
Летом 1997 года было объявлено, что режиссёрами фильма станут Аллерс и Диндал, а продюсером Рэнди Фуллмер. Стингу и Эрте Китт было поручено озвучить императора Манко и злодейку Изму, в то время как Карла Гуджино вела переговоры о роли Нины. Харви Фиерштейн также бы сыграл Хуака, приятеля Измы.
Летом 1998 года стало известно, что «Королевство Солнца» недостаточно продвинулось в производстве, чтобы он вышел летом 2000 года, как планировалось ранее. Фуллмер обратился к Аллерсу и сообщил ему о необходимости закончить фильм вовремя к его летнему выпуску 2000 года в качестве важных рекламных сделок с McDonald’s и Coca-Cola а другие компании зависели от соблюдения этой даты выпуска. Аллерс признал, что производство отстает, но был уверен, что с продлением от шести месяцев до года он сможет закончить фильм. Когда Фуллмер отклонил просьбу Аллерса о продлении контракта, директор решил покинуть проект. В результате 23 сентября 1998 года проект стал бездействовать с производственными затратами в размере 25—30 миллионов долларов.

### Быстрое производство и изменения
Расстроенный тем, что Аллерс покинул проект, Эйснер дал Фуллмеру две недели, чтобы спасти проект, иначе производство будет полностью закрыто. Фуллмер и Диндал приостановили производство на полгода, чтобы переосмыслить проект, переименовав его «Королевство под Солнцем», что делает его первым диснеевским анимационным фильмом, получившим обширное производство. В промежутке, Крис Уильямс, который был художником раскадровки во время «Королевства Солнца», пришла в голову идея сделать Пачу более старым персонажем в отличие от подростка, которым он был в оригинальной версии. Продолжая новую идею, бывший ночной комедийный писатель Дэвид Рейнольдс заявил: Я поставил простую комедию, которая в основном представляет собой картину бадди-роуд с двумя парнями, преследуемыми в стиле Чака Джонса, но в более быстром темпе Disney сказал: Попробуй. Одним из новых дополнений к пересмотренной истории был персонаж закадычного друга Измы Кронка. Из-за частичного закрытия производства у Стинга начались конфликты с расписанием, а его обязанности по написанию песен мешали работе над следующим альбомом, который он планировал записать в Италии. — Я пишу музыку, а потом они должны оживить её, но постоянно происходят изменения. Это постоянно меняется, — признался певец, — но мне это нравится.
Андреас Дежа отказался вернуться к фильму после того, как заметил, что его более серьёзная версия Измы несовместима с более комедийным тоном фильма, к которому он перешёл. Аниматор Дейл Бэр заменил Дежу в качестве ведущего аниматора для Измы. Фуллмер сообщил Стингу по телефону, что его песни, связанные с конкретными сценами и персонажами, которые теперь исчезли, должны быть убраны. Горько переживая по поводу удаления своих песен, поп-музыкант прокомментировал это так: «Сначала я был зол и возмущен. А потом мне захотелось отомстить» Disney в конце концов согласился разрешить три из шести удаленных песен в качестве бонус треков на саундтрек например, злодейская песня Измы «Snuff Out The Light», любовная песня «One Day She’ll Love Me» и танцевальный номер «Walk The Llama Llama». Элементы сюжета, такие как роман между пастушкой и ламой, Пача с невестой императора Манко Ниной, схема захвата солнца злодеем, сходство с «Принцем и нищим» история и мифология инков были удалены. Персонаж Хуака также был удален, хотя он сделал камео внешний вид как подсвечник во время сцены ужина в готовом фильме. Куско, который был второстепенным персонажем в оригинальной истории, в конце концов стал главным героем.
Летом 1999 года актёры Оуэн Уилсон, Харви Фирстайн и Труди Стайлер были исключены из фильма. Китт и Спейд остались в актёрском составе, сказал Диндал, а затем Джон Гудмен и Патрик Уорбертон. После того, как песни Стинга для «Королевства Солнца» были исключены из новой сюжетной линии, Стинг остался в проекте, хотя и студия сказала, что «все, что мы хотим, это начало и конец песни». Песня «Perfect World» была предложена «открыть фильм большим, веселым номером, который доказывал власть Куско и показал, как он управляет миром», — сказал тогдашний президент Feature Animation Томас Шумахер. Создатели фильма попросили Стинга исполнить песню для фильма, но Стинг отказался, сказав им, что он слишком стар, чтобы спеть её, и что им следует найти кого-нибудь моложе и моднее. Вместо этого они выбрали Тома Джонса, который на одиннадцать лет старше Стинга.
В феврале 2000 года новый фильм был анонсирован как «Похождения императора» с его новой историей, сосредоточенной на эгоистичном императоре инков озвученным Дэвидом Спейдом который через различные повороты и падения в конечном итоге узнает истинное значение дружбы и счастья от бедного крестьянина. Дата выхода была перенесена на декабрь 2000 года. Несмотря на формулировку названия, фильм не был связан с классической детской сказкой Ханса Кристиана Андерсена «Новое платье короля». Однако, по словам Марка Мурхеда из Houston Press, сюжет фильма действительно имеет некоторое сходство с сюжетом «Золотого осла» Луция Апулея, в котором человек превращается в осла.
Эйснер беспокоился, что новая история была слишком близка по тону «Геркулеса», который показал приличные результаты, но все же ниже ожиданий в американском прокате. Диндал и Фуллмер заверили его, что «Похождения императора» фильм, как его теперь называли, будет иметь гораздо меньший актёрский состав, что облегчит привлечение зрителей. Ближе к концу производства концовка фильма первоначально состояла в том, что Куско построил свой парк развлечений «Кускотопия» на другом холме, уничтожив тропический лес рядом с домом Пачи и пригласив его и его семью посетить его. Ужаснувшись финалу, Стинг прокомментировал: Я написал им письмо и сказал: «Вы делаете это, я ухожу в отставку, потому что это прямо противоположно тому, что я отстаиваю. Я потратил 20 лет, пытаясь защитить права коренных народов, а вы просто маршируете над ними, чтобы построить тематический парк. Я не буду в этом участвовать» В результате концовка была переписана заново, в которой Куско вместо этого строит лачугу, похожую на лачугу Пачи и проводит свой отпуск среди деревенских жителей.

### Дизайн и анимация
Во время съемок «Королевства Солнца» Дежа был первым руководителем аниматором Измы и использовал позы супермоделей, опубликованные в журналах, чтобы запечатлеть знойную, соблазнительную личность Измы. Ник Раньери изначально был назначен в качестве ведущего аниматора для скалистого друга Измы, Хуака. Во время исследовательской поездки в Перу в 1996 году Раньери признался, что «я искал персонажа, который выглядел как камень, поэтому я застрял в рисовании камней на всю поездку. Затем, когда мы вернулись, они сложили это в историю о древних инках». Марк Пудлейнер должен был быть ведущим аниматором персонажа Нины, девушки Куско. В начале 1997 года Дэвид Пруиксма присоединился к производству, чтобы оживить ламу Снежка. По словам Пруиксмы, «Снежок была глупым, эгоистичным персонажем. Мне очень понравилось развить персонажа и сделать несколько первых тестовых анимации над ней. В конце концов, я создал манекены не только для Снежка, но и для остальной части стада из семи других лам, а также для Куско в виде ламы». Когда фильм был поставлен на остановку производства, Пруиксма перешёл к работе над «Атлантидой: Затерянный мир» который разрабатывается одновременно, и в конечном итоге персонажи ламы были исключены из сюжетной линии.
После длительного производства и попыток студии создать более рентабельные анимационные функции, Диндал призвал к «более простому подходу, который подчеркивал бы персонажей, а не ошеломляющие спецэффекты или кинематографические приемы». Из-за последующего ухода Дежи аниматор Дейл Баер унаследовал персонажа Измы. Используя жесты Китт во время сеансов записи, Баер прокомментировал: «У неё естественный голос для анимации, и она действительно вошла в роль. Она дико жестикулировала, и было весело просто наблюдать за ней. Она приходила на каждую сессию почти серьёзно и очень профессионально и внезапно она сходила с ума и рассмеялась». Позже Раньери попросили стать ведущим аниматором Куско в качестве человека и ламы, хотя он сначала признавал, что сопротивлялся, пока не обнаружил, что Куско «с другой стороны, у него был большой комедийный потенциал, и как персонаж он прошел через арку». Пудлейнер был также переведен на работу в качестве аниматора человеческой версии Куско. Вдохновляясь от Спейда во время сеансов записи, команда аниматоров Куско изучала лам в зоопарке, посещала лам-ферму, смотрела документальные фильмы о природе и даже наблюдала за животными вблизи, когда они приходили в студию. В переписанной версии Пачи аниматор Брюс Смит заметил, что «Пача, вероятно, самый человечный из всех персонажей», и добавил, что у него больше человеческих манер и реалистичные черты характера, которые служат контрастом с мультяшной ламой. Будучи крупным парнем, нам пришлось много работать, чтобы дать ему ощущение веса и правдоподобия в его движениях.
Фактически анимация началась в 1999 году, в ней участвовали 400 художников, 300 технических специалистов и производственный персонал. За пределами здания студии Walt Disney Feature Animation в Бербанке, Калифорния, аниматоры из Walt Disney Feature Animation во Флориде и Disney Animation France помогали в создании фильма «Похождения императора». В течение последних восемнадцати месяцев производства группа из 120 художников по уборке брала рисунки аниматоров персонажей и накладывала новый лист бумаги на существующее изображение, чтобы нарисовать более чистое и изысканное изображение. «По сути, мы являемся последними дизайнерами», — сказала супервайзер по уборке Вера Пачеко, команда которой работала более чем над 200 тысяч рисунков для «Похождений императора».

## Кассовые сборы
В первые выходные фильм собрал около 10 млн долларов, заняв четвёртое место после фильмов «Чего хотят женщины», «Где моя тачка, чувак?», и «Гринч — похититель Рождества». Он также конкурировал с собственным фильмом от Диснея «102 далматинца», который был выпущены всего за три недели до этого. Фильм в конечном итоге заработал 89,3 млн долларов в США и ещё 80 млн долларов по всему миру, в общей сложности 169,6 млн долларов. Это самые низкие кассовые сборы анимационного фильма Диснея с 1980-х годов.

## Критика и отзывы
На сайте Rotten Tomatoes, фильм получил рейтинг одобрения 85 %, основываясь на 131 отзывах, и в среднем 7,08/10. На сайте консенсус критиков гласит: «„Похождения императора“ — не самый амбициозный анимационный фильм, но его динамичный темп, свежие персонажи и весёлый смех позволяют отлично провести время для всей семьи». На Metacritic фильм получил 70 баллов из 100 на основе обзоров 28 критиков.
Джордж Перри из BBC дал мультфильму 3 звезды из 5 и похвалил музыку.
Дэвид Ансен из Newsweek посчитал, что Дэвид Спейд хорошо озвучивает капризного Кузко. Джин Сеймур из Newsday сравнил картину с мультфильмами от Warner Bros. Марк Савлов из The Austin Chronicle поставил «Похождениям императора» 2 звезды из 5.

## Документальный фильм
Карцер — документальный фильм, в котором рассказывается о сотрудничестве Стинга и Дэвида Хартли со студиями Диснея при написании шести песен для «Королевства Солнца» (рабочее название фильма).
В документальном фильме были представлены интервью с режиссёрами Роджером Аллерсом и Марком Диндалом, продюсером Рэнди Фуллмером и Стингом, художниками раскадровщиками Диснея и актёрами озвучки. Считалось, что Дисней не будет возражать против документального фильма, в котором исполнительный директор Disney по анимации Томас Шумахер, который видел отснятый материал и сказал: «Я думаю, это будет здорово!».
Премьера фильма состоялась на Международном кинофестивале в Торонто в 2002 году, но с тех пор он практически не был замечен публикой. Дисней владеет правами, но никогда официально его не выпускал. В марте 2012 года рабочие отрывки документального фильма просочились в сеть и были загружены на видеохостинг YouTube художником мультипликатором из Великобритании. По состоянию на апрель 2015 года, некоторые сцены из документального фильма можно было увидеть в выпуске на DVD, в том числе закулисные съёмки и написание песни «My Funny Friend And Me».

## Наследие
«Похождения императора» был не так хорошо принят в свое время, поскольку он не соответствовал другим анимационным фильмам Диснея того времени, которые были больше ориентированы на мюзиклы, такие как «Красавица и Чудовище», или героических персонажей с комедийными ситуациями, такими как «Геркулес», и появились как раз перед такими фильмами, как «Шрек» и «Ледниковый период». Фильм, как и «Дорога на Эльдорадо» с тех пор получил высокую оценку как самостоятельные произведения того времени, а также как хорошо написанные комедии, отчасти благодаря приходу интернет-культуры. В «Похождениях императора», есть комедийный тайминг и комедия, которую сравнивают с классическим стилем «Looney Tunes». В результате многочисленные интернет-мемы, основанные на кадрах из фильма, появились через группы в социальных сетях.

## Продолжения
В апреле 2005 года было объявлено, что DisneyToon Studios выпускает продолжение фильма под названием «Похождения императора 2: Приключения Кронка», который был выпущен 13 декабря 2005 года, за которым последовал анимационный сериал на канале Disney под названием «Новая школа императора». Патрик Уорбертон, Эрта Китт и Венди Малик исполнили свои роли в сиквеле и сериале, в то время как Жан-Поль Кристоф Ману заменил Дэвида Спейда в сериале и Фреда Татаскиоре озвучил Пачу в первом сезоне. Джон Гудмен впоследствии решает повторить роль Пачи во втором и последнем сезоне сериала.